# Echtes Büschelgras
Echtes Büschelgras (Rostraria cristata) ist eine Pflanzenart aus der Gattung Büschelgräser (Rostraria) und damit der Familie der Süßgräser (Poaceae).

## Beschreibung

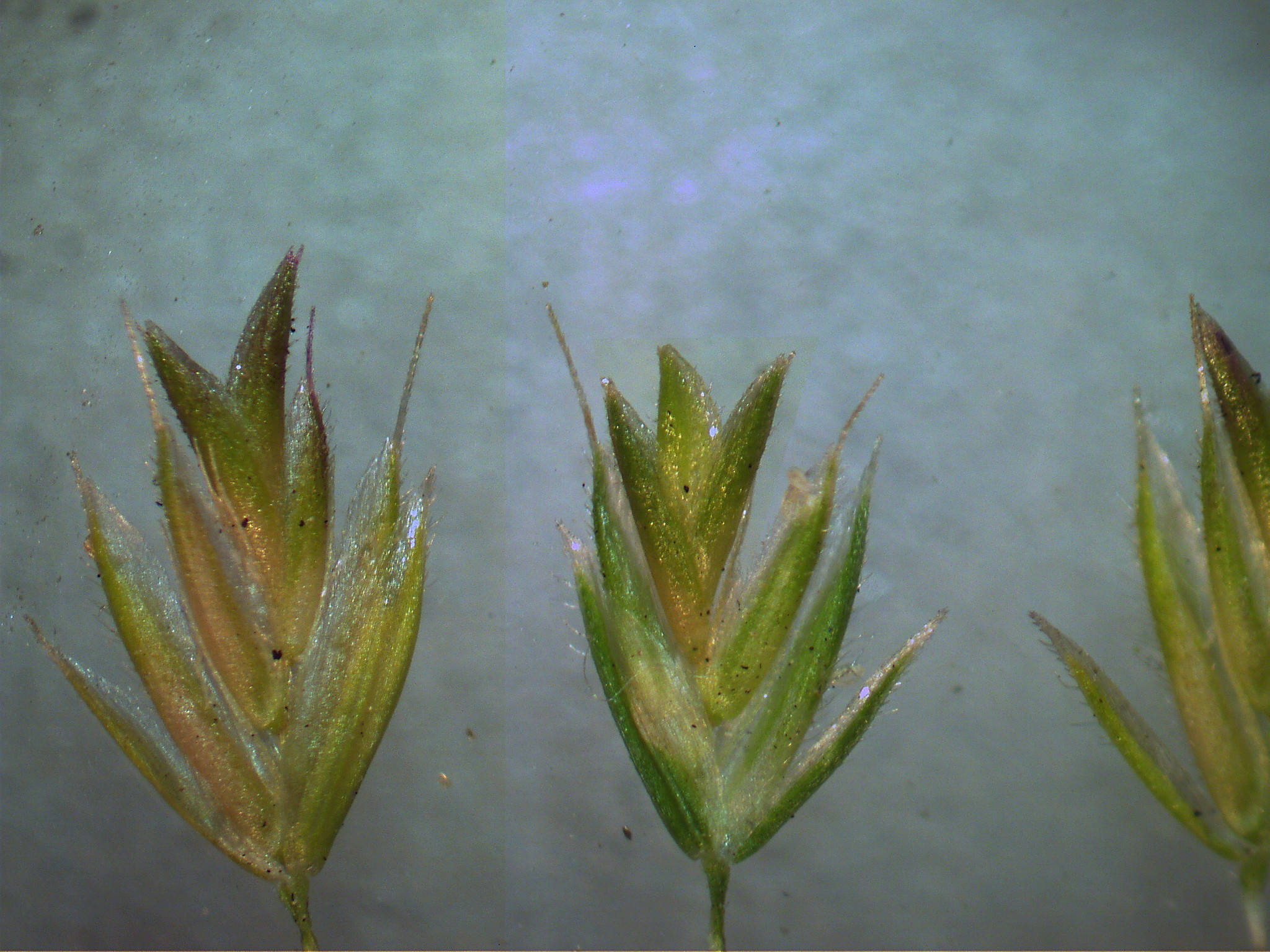
Ährchen

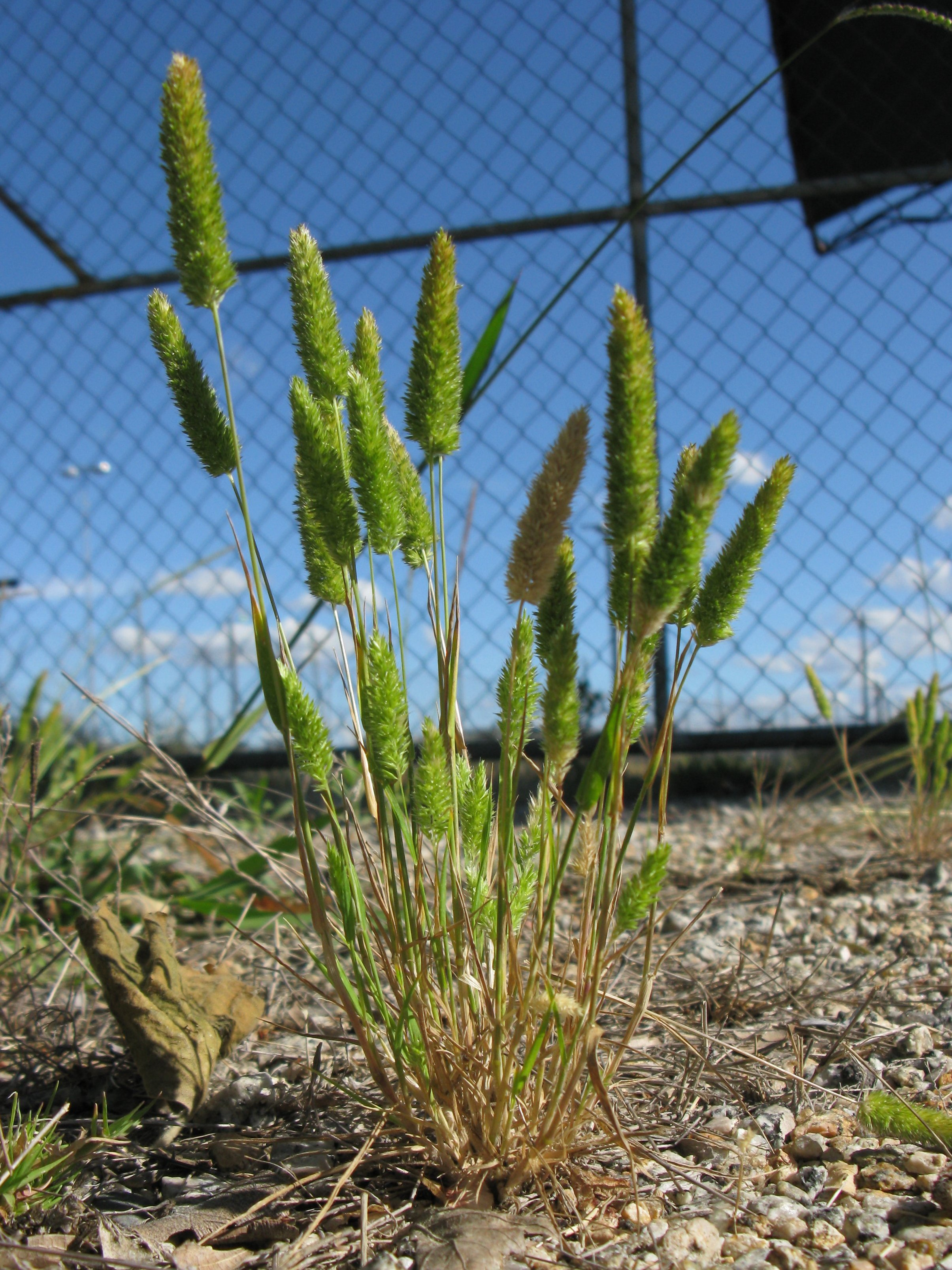
Habitus

Das Echte Büschelgras ist ein einjähriges, in dichten Büscheln oder mit einzelnen Halmen wachsendes Gras. Die Halme werden 6–40–(69) Zentimeter hoch, sind aufrecht oder gekniet-aufsteigend und meist am Grunde verzweigt. Der Halm ist dünn, gerieft, kahl und trägt 3–5 Knoten. Die Blattscheiden sind dicht mit feinen, etwa einen Millimeter langen Haaren besetzt. Das Blatthäutchen ist ein nur 0,5–1 Millimeter langer, kragenförmiger Saum. Die Blattspreiten sind 4–26 Zentimeter lang und 4–8 Millimeter breit, flach ausgebreitet und mit langen feinen Haaren besetzt. Die Blütenrispe ist 1–10 Zentimeter lang und 5–29 Millimeter breit, dicht und walzenförmig, seltener locker und stark gelappt. Die Ährchenstiels sind nur 0,2–0,5 Millimeter lang. Die Ährchen sind zweiblütig bis sechsblütig und (ohne die Grannen) 3–6 Millimeter lang. Die Hüllspelzen sind ungleich, die Deckspelze ist fünfnervig, häutig und etwas unter der Spitze begrannt. Die Vorspelzen sind zweinervig, 2,0–2,6 Millimeter lang. Die Staubbeutel sind 0,2–0,4 Millimeter lang.
Die Blütezeit ist April bis Mai, manchmal auch Juli bis September.
Die Chromosomenzahl ist 2n = 26 oder 28.

## Verbreitung
Das Echte Büschelgras kommt vom Mittelmeergebiet bis zur Sahara und Indien, vom Kaukasus bis Zentralasien und dem westlichen Himalaja und in Makaronesien vor. Es kommt an Wegrändern, Ruderalstellen, auf Schuttplätzen auf sehr trockenen, basenreichen, mäßig nährstoffreichen, schwach humosen, sandigen Böden vor. Es ist ein Trockenheitszeiger und Magerkeitszeiger und gedeiht in Gesellschaften des Verbands Sisymbrion. In Deutschland kommt die Art nur unbeständig eingeschleppt vor.
Die ökologischen Zeigerwerte nach Landolt et al. 2010 sind in der Schweiz: Feuchtezahl F = 1 (sehr trocken), Lichtzahl L = 5 (sehr hell), Reaktionszahl R = 4 (neutral bis basisch), Temperaturzahl T = 5 (sehr warm-kollin), Nährstoffzahl N = 2 (nährstoffarm), Kontinentalitätszahl K = 4 (subkontinental).

## Taxonomie und Systematik
Rostraria cristata wurde 1753 von Carl von Linné als Festuca cristata in Species Plantarum, Tomus 1, S. 76 (1753) erstbeschrieben. Erst 1971 hat der russische Botaniker Nikolai Nikolajewitsch Tzvelev (russ.: Никола́й Никола́евич Цвелёв) sie in Novosti Sistematiki Vysshikh Rastenii Band 7, S. 47 (1970 publ. 1971) unter dem Namen Rostraria cristata (L.) Tzvelev in die Gattung Rostraria gestellt. Synonyme für Rostraria cristata (L.) Tzvelev sind beispielsweise: Lophochloa cristata (L.) Hyl., Trisetum cristatum (L.) Potztal, Trisetaria cristata (L.) Kerguélen, Bromus poiformis Forssk., Bromus trivialis Savi, Koeleria phleoides Pers., Koeleria dactyloides Spreng., Festuca glaucescens Roth, Koeleria phleoides Pers. und Koeleria campestris Phil.
Man kann im Gebiet von Euro+Med folgende Unterarten unterscheiden:
- Rostraria cristata (L.) Tzvelev subsp. cristata
- Rostraria cristata subsp. glabriflora (Trautv.) Tzvelev: Sie kommt in Georgien und in Aserbaidschan vor.[4]
- Rostraria cristata subsp. subcapitata (Kuntze) Mosul. ex Tzvelev: Sie kommt in Aserbaidschan vor.[4]